# 1990 en musique classique
| \| • Retour à la chronologie générale de la musique classique • \| |
| Grèce • Rome • Haut Moyen Âge • VIIIe siècle • IXe siècle • Xe siècle • XIe siècle XIIe siècle • XIIIe siècle • XIVe siècle • XVe siècle • XVIe siècle • XVIIe siècle XVIIIe siècle • XIXe siècle • XXe siècle • XXIe siècle |
| • Retour à la chronologie générale de la musique classique • |

| Années en musique classique : 1987 - 1988 - 1989 - 1990 - 1991 - 1992 - 1993    |
| Décennies en musique classique : 1960 - 1970 - 1980 - 1990 - 2000 - 2010 - 2020 |

## Événements

### Créations
- 24 mai : la Berliner Messe d'Arvo Pärt, créée à Berlin par le Theatre of Voices dirigé par Paul Hillier.
- 10 septembre : le Quatuor no 5 d'Elliott Carter, créé par le quatuor Arditti.
- 8 décembre : le Double concerto pour piano, violoncelle et orchestre de György Kurtág, créé par Zoltán Kocsis au piano, Miklós Perényi au violoncelle, l'Ensemble Intercontemporain et l'Ensemble Modern sous la direction de Péter Eötvös.
- 9 décembre : Joy de Magnus Lindberg, créé au Vieil opéra de Francfort par l'ensemble intercontemporain sous la direction d'Arturo Tamayo.

### Autres
- 1er janvier : concert du nouvel an de l'orchestre philharmonique de Vienne au Musikverein, dirigé par Zubin Mehta.

#### Date indéterminée
- Création du Concours de direction Donatella Flick à Londres.
- Fondation du Chœur symphonique de Namur.

## Prix
- Nelson Goerner (Argentine) remporte le 1er prix de piano du Concours international d'exécution musicale de Genève.
- Artur Pizarro obtient le 1er prix du Concours international de piano de Leeds.
- Boris Berezovsky obtient le 1er prix de piano du Concours international Tchaïkovski.
- Akiko Suwanai obtient le 1er prix de violon du Concours international Tchaïkovski.
- Deborah Voigt obtient le 1er prix de chant du Concours international Tchaïkovski.
- Pierre Pincemaille, organiste français, obtient le Grand Prix d’Improvisation au Grand Prix de Chartres[1].
- Hans Werner Henze reçoit le Prix Ernst-von-Siemens. Michael Jarrell, George Lopez reçoivent le Prix d'encouragement.
- Yehudi Menuhin reçoit le Prix Brahms.
- Leonard Bernstein reçoit le Praemium Imperiale.
- György Ligeti reçoit le Prix musical Léonie-Sonning.
- Joan Tower reçoit le Grawemeyer Award pour Silver Ladders.

## Naissances

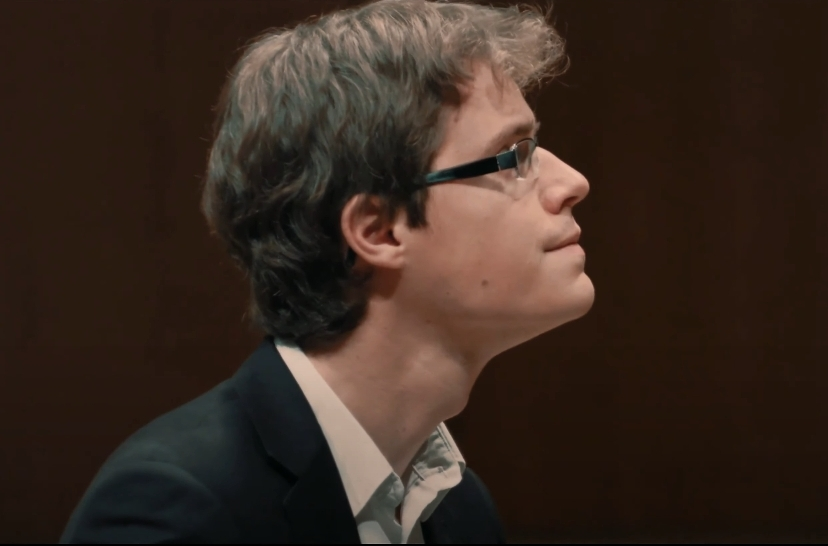
Florian Noack

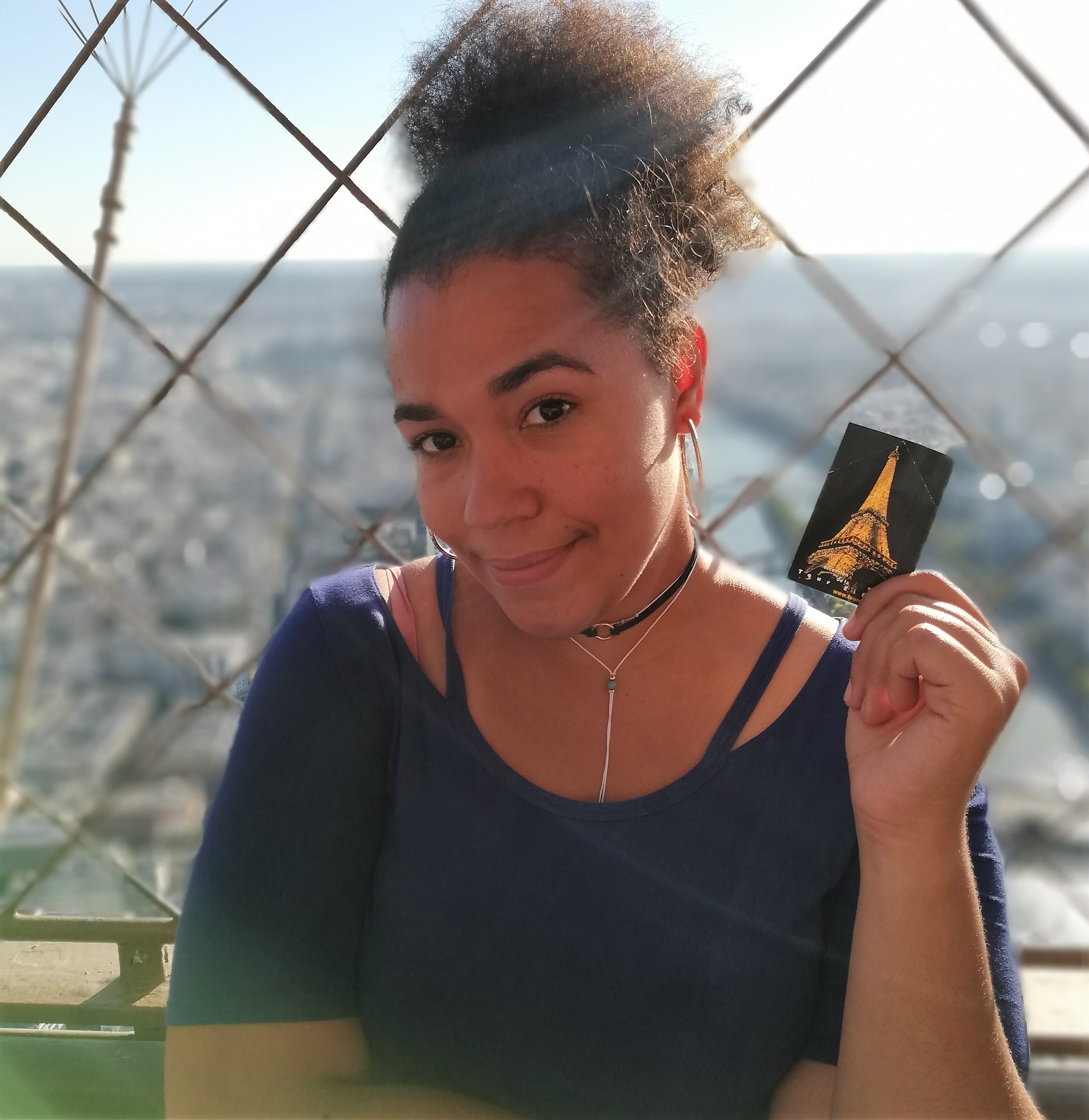
Katia Ledoux

- 1er janvier : Agnès Clément, harpiste française.
- 15 janvier : Florian Noack, pianiste belge.
- 15 mars : Lorenzo Viotti, chef d'orchestre suisse.
- 22 mars : Claire Huangci, pianiste américaine.
- 3 juin : Haochen Zhang, pianiste chinois.
- 6 juin : Mathieu Spinosi, acteur et violoniste français.
- 27 juin : Pierre Dumoussaud, chef d'orchestre français.
- 1er juillet : Lukas Geniušas, pianiste russo-lituanien.
- 18 juillet : Katia Ledoux, mezzo-soprano française.
- 11 septembre : Behzod Abduraimov, pianiste ouzbek.

### Date indéterminée
- Marie Jacquot, cheffe d'orchestre française.
- Duanduan Hao, pianiste chinois.
- Éléonore Pancrazi, mezzo-soprano française.

## Décès

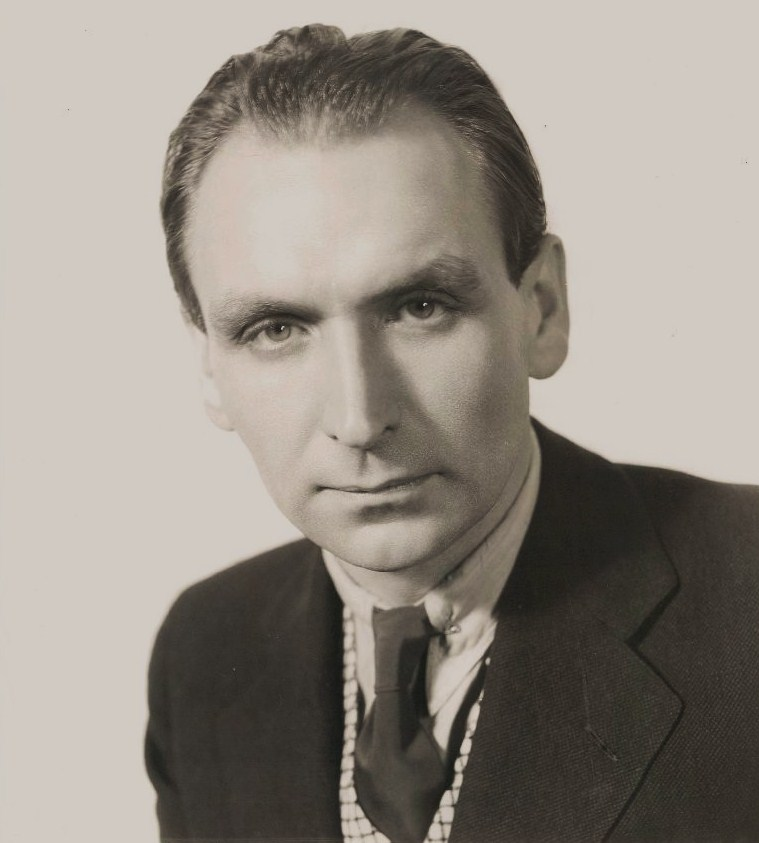
Werner Janssen

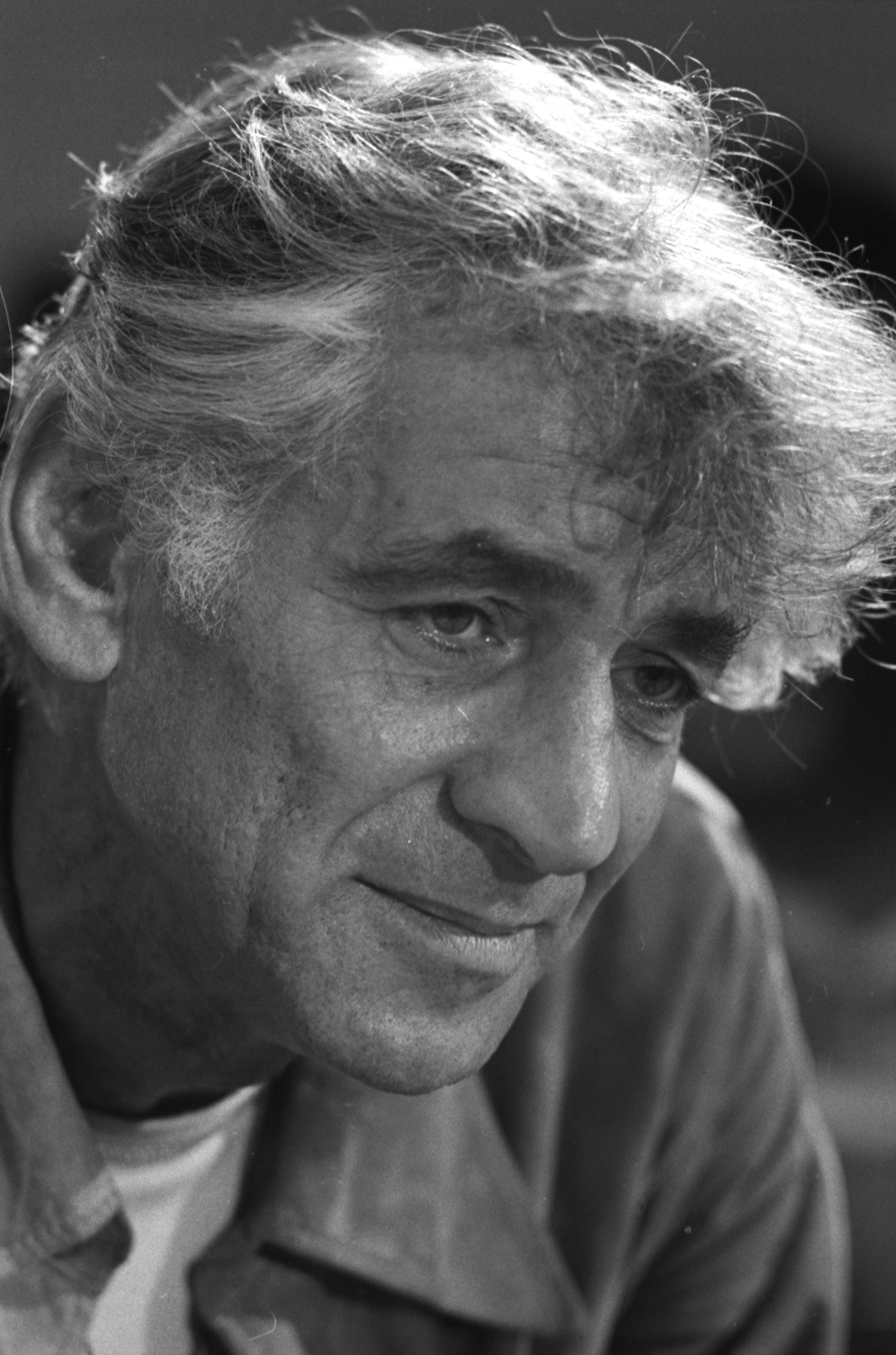
Leonard Bernstein (1971)

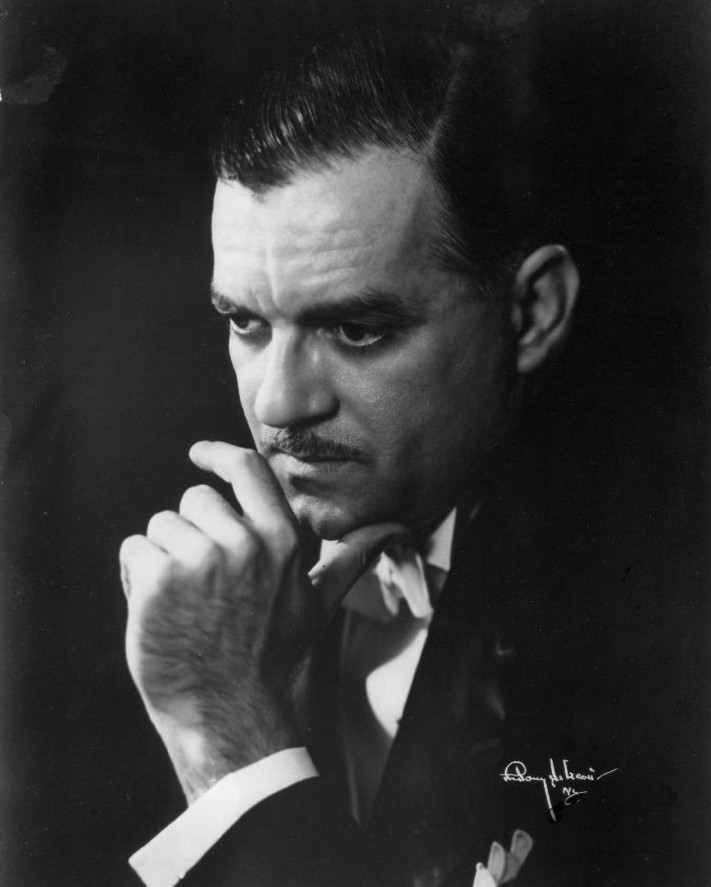
Jorge Bolet

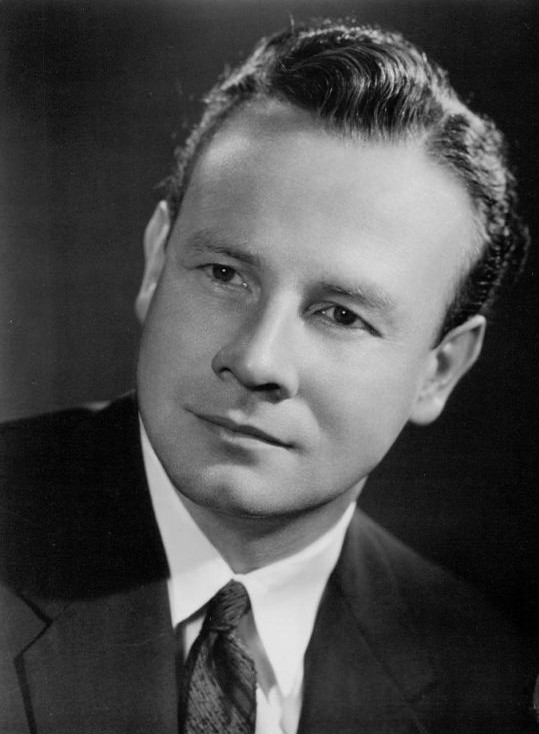
John Alexander

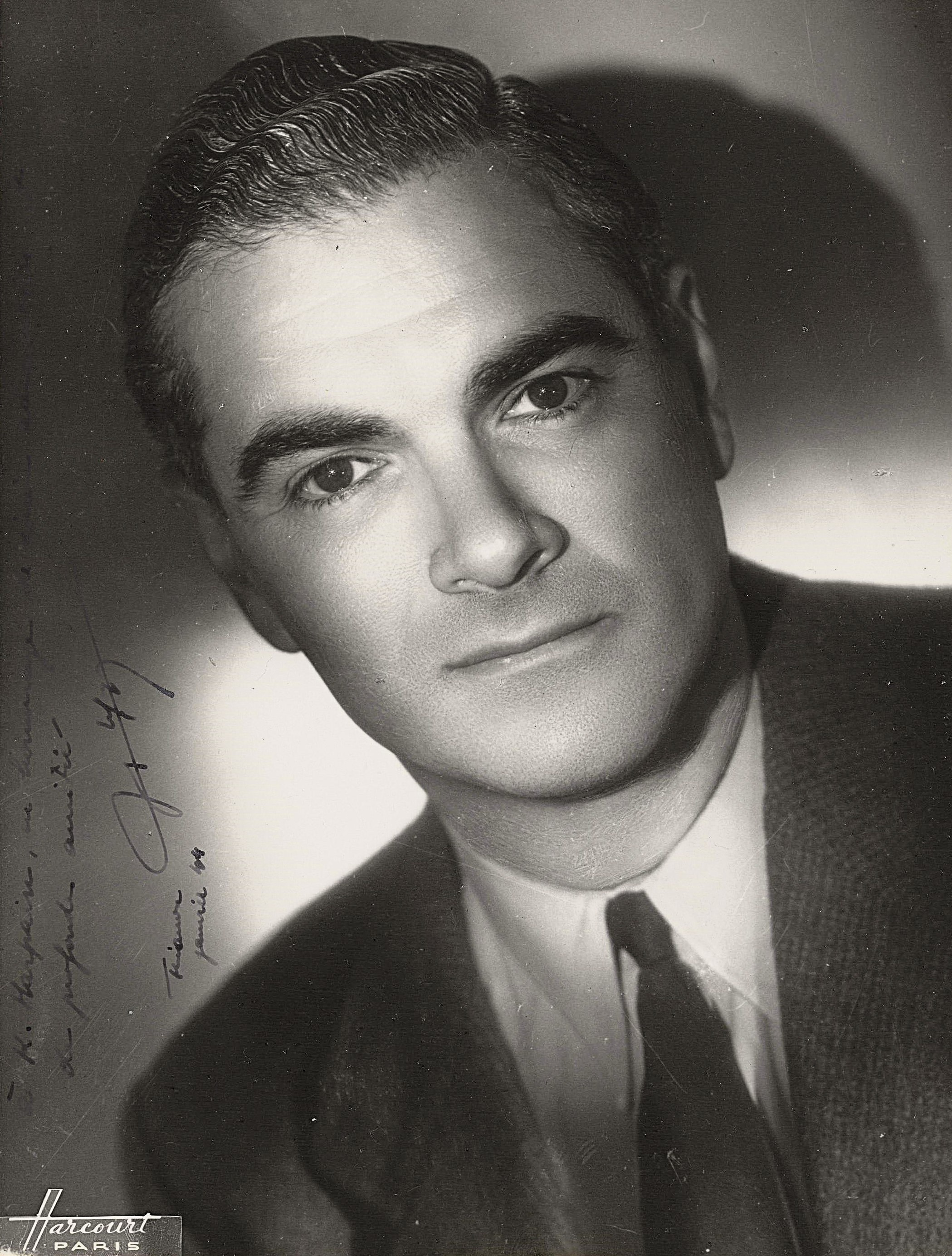
Guy Lafarge

- 3 janvier : Arthur Gold, pianiste canadien (° 6 février 1917).
- 11 janvier : Francis Pagnon, musicologue français.
- 12 janvier : Paul Pisk, compositeur autrichien puis américain (° 16 mai 1893).
- 13 janvier : Gaston Crunelle, flûtiste et professeur de flûte français (° 18 août 1898).
- 19 janvier : Pierre Barbizet, pianiste français (° 20 septembre 1922).
- 27 janvier : Francine Benoît, pédagogue, compositrice, critique musicale et féministe de nationalité française puis portugaise (° 30 juillet 1894).
- 1er février : Peter Racine Fricker, compositeur britannique (° 5 septembre 1920).
- 5 février : Dorothy Parke, compositrice et professeur de musique nord-irlandaise (° 29 juillet 1904).
- 9 février : Ilse Hollweg, Soprano colorature allemande (° 23 février 1922).
- 7 mars : 
  - Claude Arrieu, compositrice française (° 30 novembre 1903).
  - Pere Vallribera i Moliné, pianiste, professeur et compositeur catalan (° 27 janvier 1923).
- 8 mars : Erkki Aaltonen, compositeur finlandais (° 10 août 1910).
- 13 mars : Karl Münchinger, chef d'orchestre de musique classique allemand (° 29 mai 1915).
- 16 mars : Ernst Bacon, compositeur, pianiste et chef d'orchestre américain (° 26 mai 1898).
- 22 mars : Maurice Fleuret, compositeur français et organisateur de festivals (° 22 juin 1932).
- 25 mars : Pierre Savignol, chanteur français (° 2 mars 1903).
- 1er mai : Sergio Franchi, ténor et acteur italien, naturalisé américain (° 6 avril 1926).
- 5 mai : Reginald Goodall, chef d'orchestre anglais (° 13 juillet 1901).
- 8 mai : Luigi Nono, compositeur italien (° 29 janvier 1924).
- 14 mai : André Amellér, compositeur, contrebassiste et chef d'orchestre français (° 2 janvier 1912).
- 15 mai : Samuel Hasselhorn, baryton allemand.
- 14 juin : Erna Berger, soprano allemande (° 19 octobre 1900).
- 16 juin : Eva Turner, soprano anglais (° 10 mars 1892).
- 22 juin : Elizabeth Harwood, soprano britannique (° 27 mai 1938).
- 2 juillet : Alfred Boskovsky, clarinettiste autrichien (° 9 février 1913).
- 9 juillet : Hélène Boschi, pianiste franco-suisse (° 11 août 1917).
- 15 juillet : 
  - Oleg Kagan, violoniste soviétique (° 22 novembre 1946).
  - Marco Antonio Rivera Useche, compositeur vénézuélien (° 19 juin 1895).
- 29 juillet : Edmond Boulanger, clarinettiste français (° 17 novembre 1928).
- 9 août : Madeleine Bloy-Souberbielle, violoniste et compositrice française (° 9 mars 1897).
- 20 août : Maurice Gendron, violoncelliste français (° 26 décembre 1920).
- 26 août : Rō Ogura, compositeur japonais (° 19 janvier 1916).
- 2 septembre : Sári Bíró, pianiste hongroise (° 24 mars 1912).
- 6 septembre : Fernando Valenti, claveciniste américain (° 4 décembre 1926).
- 19 septembre : Werner Janssen, chef d'orchestre et compositeur américain (° 1er juin 1899).
- 1er octobre : Andrzej Krzanowski, compositeur polonais de musique classique et accordéoniste (° 9 avril 1951).
- 3 octobre : Eleanor Steber, cantatrice américaine (° 17 juillet 1916).
- 14 octobre : 
  - Leonard Bernstein, compositeur, chef d'orchestre et pianiste américain (° 25 août 1918).
  - Daniel Guilet, violoniste français (° 10 janvier 1899).
- 16 octobre : Jorge Bolet, pianiste cubain (° 15 novembre 1914).
- 8 novembre : Wolfgang Schmieder, musicologue allemand (° 29 mai 1901).
- 20 novembre : Herbert Kegel, chef d'orchestre allemand (° 29 juillet 1920).
- 2 décembre : Aaron Copland, compositeur américain (° 14 novembre 1900).
- 7 décembre : Peter Mieg, compositeur, artiste peintre et journaliste suisse (° 5 septembre 1906).
- 8 décembre : John Alexander, ténor américain (° 21 octobre 1923).
- 10 décembre : Yves Devernay, organiste, improvisateur et compositeur français (° 9 mai 1937).
- 17 décembre : Guy Lafarge, compositeur français (° 5 mai 1904).
- 18 décembre : Paul Tortelier, violoncelliste français (° 21 mars 1914).
- 19 décembre : Norbert Dufourcq, organiste et musicographe français (° 21 septembre 1904).